# Parayuhina
Parayuhina is een monotypisch geslacht van zangvogels uit de familie Zosteropidae (brilvogels). In het Nederlands heten de soorten uit het verwante geslacht Yuhina en dit geslacht meestimalia's. Hun gedrag lijkt op dat van mezen en vroeger werden deze soorten ingedeeld bij de familie van de Timaliidae. De naam komt van het Nepalese woord voor vlekkeelmeestimalia (Y. gularis): yuhin. 

## Soorten
De enige soort in dit geslacht:
- Parayuhina diademata  – Diadeemmeestimalia